# Commune ecclésiastique unitarienne Béla Bartók
La Commune ecclésiastique unitarienne Béla Bartók (Bartók Béla Unitárius Egyházközség ) est une circonscription territoriale dépendant de l'arrondissement ecclésiastique unitarien de Hongrie de l'Église unitarienne hongroise. Son temple est situé dans le 9e arrondissement de Budapest. Il a la particularité d'être logée dans la cour d'un immeuble d'habitation.